# Croxall Hall
Croxall Hall est un manoir restauré et agrandi du XVIe siècle situé dans le petit village de Croxall, dans le Staffordshire (près de la frontière sud-est avec le Derbyshire et qui en fait historiquement partie). Il s'agit d'un bâtiment classé Grade II*.
Le manoir de Croxall appartient à la famille Curzon, qui reconstruit l'ancien manoir à la fin du XVIe siècle.

## Histoire
Il y a une maison sur le site depuis « des temps très anciens » ; au moins depuis la conquête normande. On sait peu de choses sur les manoirs pré-Tudor, mais il y a des douves. La maison actuelle en brique date de l'époque élisabéthaine et a été construite dans la forme traditionnelle Tudor E,.

### La famille Curzon
Croxall, alors dans le Derbyshire, est l'un des 140 manoirs du Derbyshire accordés à Henri de Ferrières à la suite de la conquête normande de 1066.
Croxall, ainsi que les manoirs d'Edingale, Twyford et Kedleston sont concédés à Richard De Curzon ; Richard est le fils de Giraline De Courson, une Bretonne qui a combattu dans la conquête. La famille est à l'origine liée à la ville de Notre-Dame-de-Courson en France.
La famille détient les manoirs sous la famille Ferrers jusqu'en 1266, date à laquelle, après la rébellion du 6e comte contre le roi, les terres des Ferrers passent sous le duché de Lancastre. La famille détient les manoirs sous le duché jusqu'à la fin du XIVe siècle, après quoi elle les tient directement de la couronne.

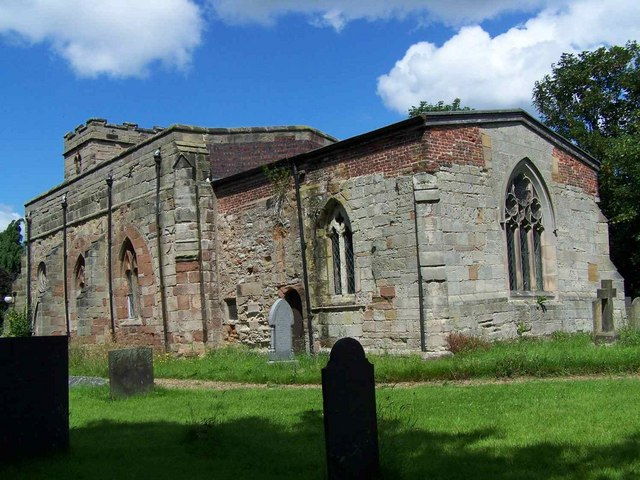
Église Saint-Jean-Baptiste, Croxall ; adjacent à Croxall Hall

Richard De Curzon a un fils Robert, qui lui-même a trois fils : Richard, Thomas et Robert. Richard garde Croxall, Edingale et Twyford, et c'est de lui que descendent les Curzons de Croxall ; Thomas prend Kedleston et c'est de lui que descendent les Curzons de Kedleston. Le troisième fils, connu sous le nom de Robert de Courçon, devient un célèbre cardinal et est un collègue d'école et ami du pape Innocent III.
Le partage des biens suscite des différends. Thomas reçoit Kedleston par son père, mais sa grand-mère, Alice (anciennement De Somerville), affirme que son mari lui a donné le manoir. Le litige est résolu en donnant le Manoir Croxall à Alice pour la durée de sa vie, après quoi il revient à Richard.
Le manoir de Twyford est cédé à John Creweker en 1421, laissant les Curzons avec les deux manoirs attenants de Croxall et Edingale. On ne sait pas quand la famille Curzon s'installe à Croxall ; Il y a une maison sur le site avant qu'ils n'en deviennent propriétaires ; cependant, les premières tombes connues de Curzon dans l'église paroissiale datent du XIVe siècle.
Le manoir est la maison d'enfance de Joyce Curzon (plus tard connue sous le nom de Lady De Appleby, puis de Mrs. Joyce Lewis), une martyre protestante qui, en 1557, est brûlée vive sur la place du marché de Lichfield. Cela fait partie des persécutions mariales de la reine Mary (Bloody Mary).

### Propriétaires ultérieurs
La propriété passe à la famille Sackville, aux comtes, puis aux ducs de Dorset, à la suite du décès du dernier héritier Curzon, George Curzon, en 1622. La fille et héritière de George, Mary Curzon, apporte la propriété par mariage à Edward Sackville, 4e comte de Dorset.
Une tradition rapportée dans Magna Britannia par Daniel et Samuel Lysons déclare que l'auteur John Dryden a rendu visite à Charles Sackville, 6e comte de Dorset à Croxall Hall, et que la terre autrefois connue sous le nom de Dryden's Walk aurait été nommée en l'honneur du poète. Les Sackville passent de moins en moins de temps à Croxall et, au milieu du XVIIIe siècle, il semble qu'ils louent la maison aux agriculteurs locaux.
Vers 1779, le manoir est vendu par John Sackville, 3e duc de Dorset, à John Prinsep, un riche marchand des Indes orientales et plus tard membre du Parlement. La méthode de cette vente n'est pas claire, certaines preuves suggérant que Prinsep a acquis la maison à la suite d'un pari. Son fils Thomas Prinsep (haut shérif du Derbyshire en 1802), laisse les 1 450 acres (600 ha) à son neveu Thomas Levett de Wychnor Hall qui change alors son nom en Thomas Levett-Prinsep.
En 1920, la famille Levett-Prinsep traverse une période difficile ; ils sont forcés de vendre le domaine Croxall et partent ensuite dans le Devon. Le domaine est ensuite divisé.
En 1930, la maison et 100 acres de terrain sont achetés par le capitaine Charlton et son épouse Edith qui l'utilisent comme ferme. Le 7 novembre 1942, leur fils, le major Nicholas Charlton, et sa femme, Ethel, sont tués lorsqu'un incendie se déclare dans la maison. Edith Charlton s'échappe en grimpant par une fenêtre, en descendant le lierre qui recouvrait le bâtiment. L'incendie entraîne la démolition de l'aile ouest de la maison.
En 1953, la maison est vendue à un homme d'affaires local, Jim Rose de Tamworth ; lui et sa famille restaurent progressivement ce qui reste de la maison.
Le chemin de fer de Birmingham et de Derby Junction passe à moins d'un mile. Il est un temps où le manoir était desservi par la gare de Croxall, qui ferme ses portes en 1928.
Mary, reine d'Écosse, est censée avoir séjourné au manoir pendant une nuit pendant son emprisonnement dans diverses maisons du Derbyshire. La reine Henriette Marie, épouse du roi Charles Ier, séjourne dans la maison, dans l'une des chambres de l'aile ouest.